# Nishada sambara
Nishada sambara là một loài bướm đêm thuộc phân họ Arctiinae, họ Erebidae.